# San Bruno
San Bruno er en by i San Mateo County i Californien. Den er beliggende 19 kilometer syd for centrum af San Francisco, mellem byerne South San Francisco og Millbrae, der støder op til San Francisco International Airport og Golden Gate National Cemetery. Den havde 41.114 indbyggere i 2010, og dækker et areal på 14,2 km²
Internetvirksomheden YouTube har siden 2007 haft hovedsæde i San Bruno.

## Historie
Byen begyndte som Clarks's Station, der var et stop på Butterfield Overland Mail diligencen. I 1849 blev der bygget en kro på stedet. I 1860'erne blev San Bruno koblet på jernbanen imellem San Francisco og San Jose. U.S. Post Office etablerede i 1875 for første gang et posthus i byen. Posttjenesten blev afbrudt i flere måneder i både 1890 og 1891 og igen fra 1893 til 1898. Der har været et postkontor i San Bruno uafbrudt siden 1898.

## Galleri
- Golden Gate National Cemetery
- Brand i byen efter stor gaseksplosion i 2010
- YouTubes hovedkvarter i San Bruno